# Triteleja
Triteleja (Triteleia Douglas ex Lindl.) – rodzaj roślin z rodziny szparagowatych, obejmujący 16 gatunków. Występują one w zachodniej Ameryce Północnej – są szeroko rozpowszechnione na zachód od Gór Skalistych, przy czym największa ich różnorodność występuje w okolicach Klamath w północno-zachodniej Kalifornii i południowym Oregonie. Bulwocebule niektórych gatunków były spożywane przez Indian.
Nazwa naukowa rodzaju pochodzi od greckich słów τρί (tri – trzy) i τέλειος (teleios – idealny), z uwagi na występowanie elementów kwiatu trójkami.

## Morfologia

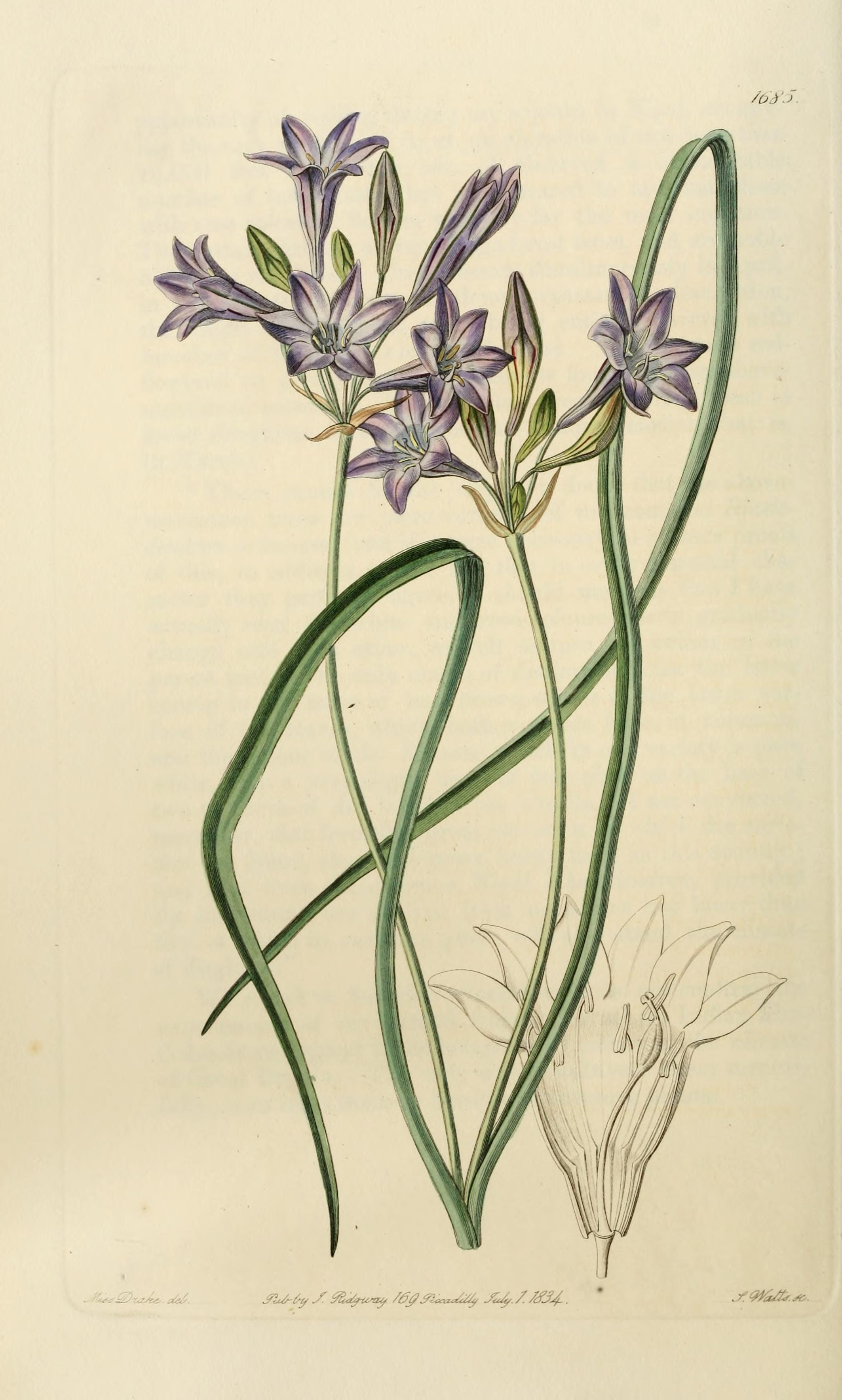
Budowa Triteleia laxa

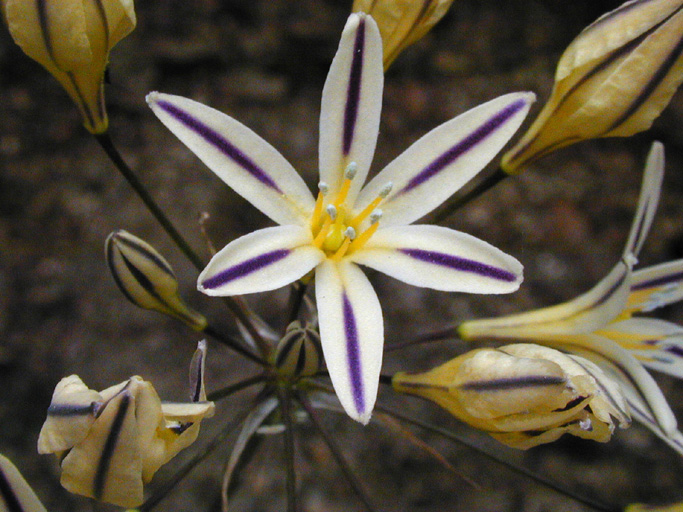
Triteleia hendersonii

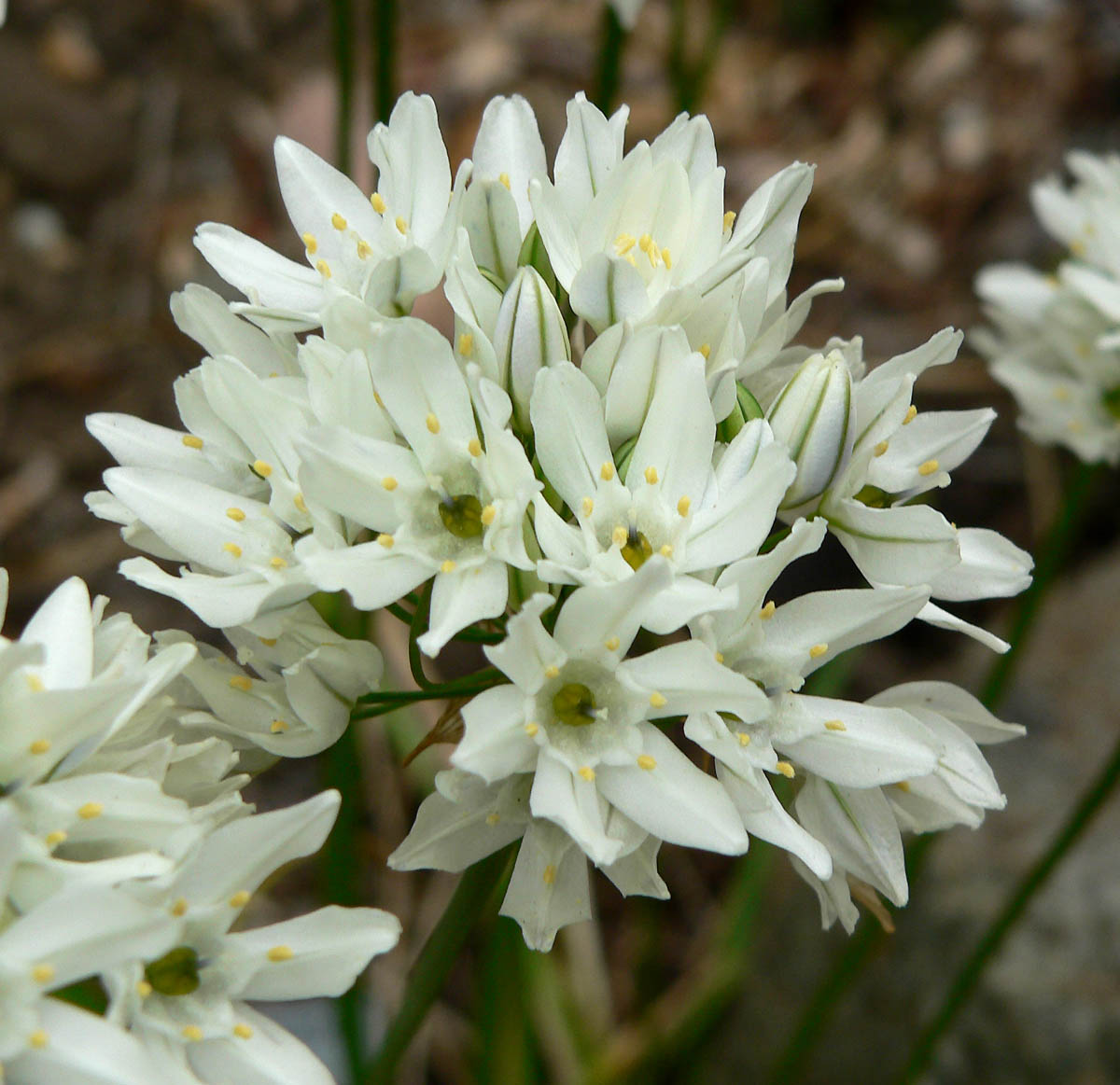
Triteleia hyacinthina

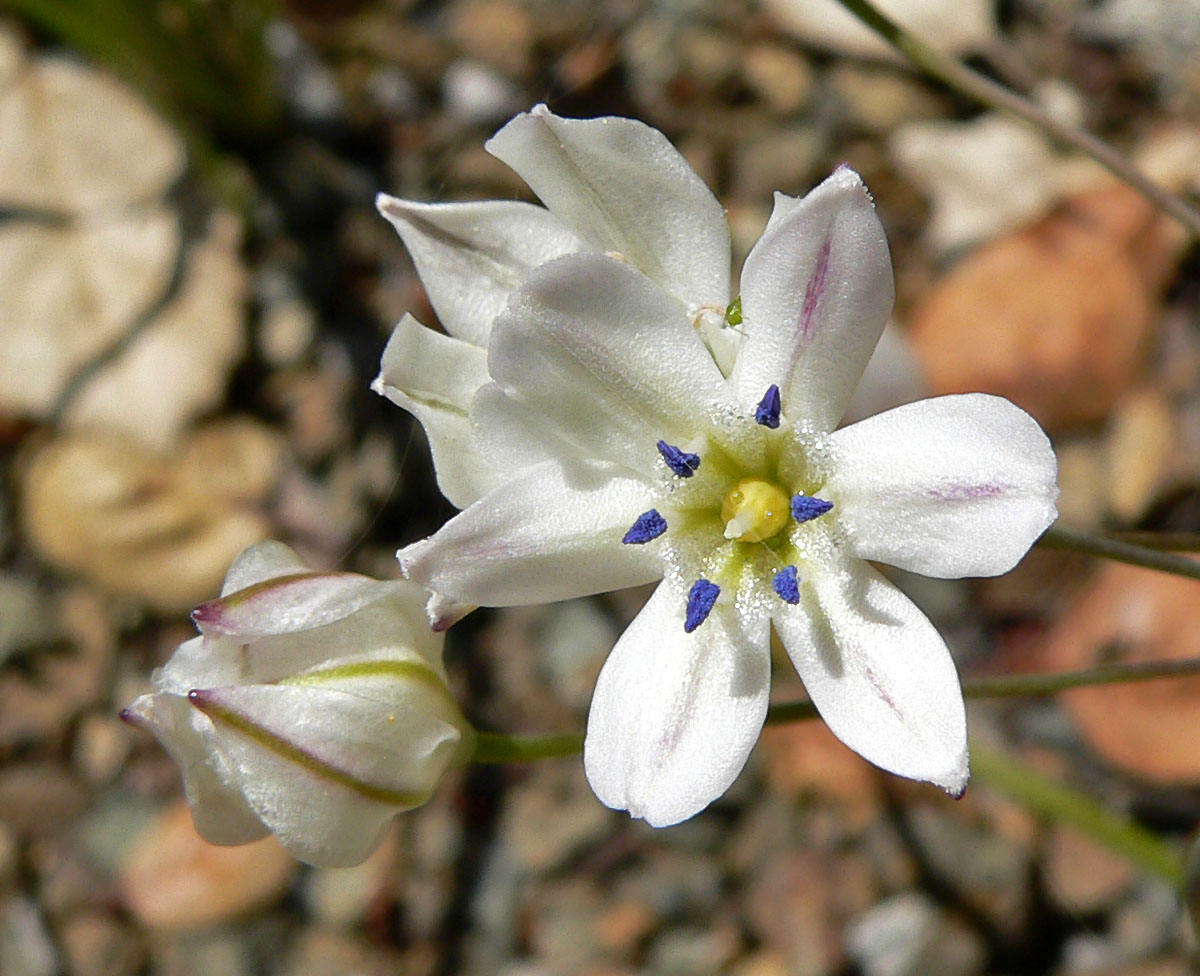
Triteleia lilacina

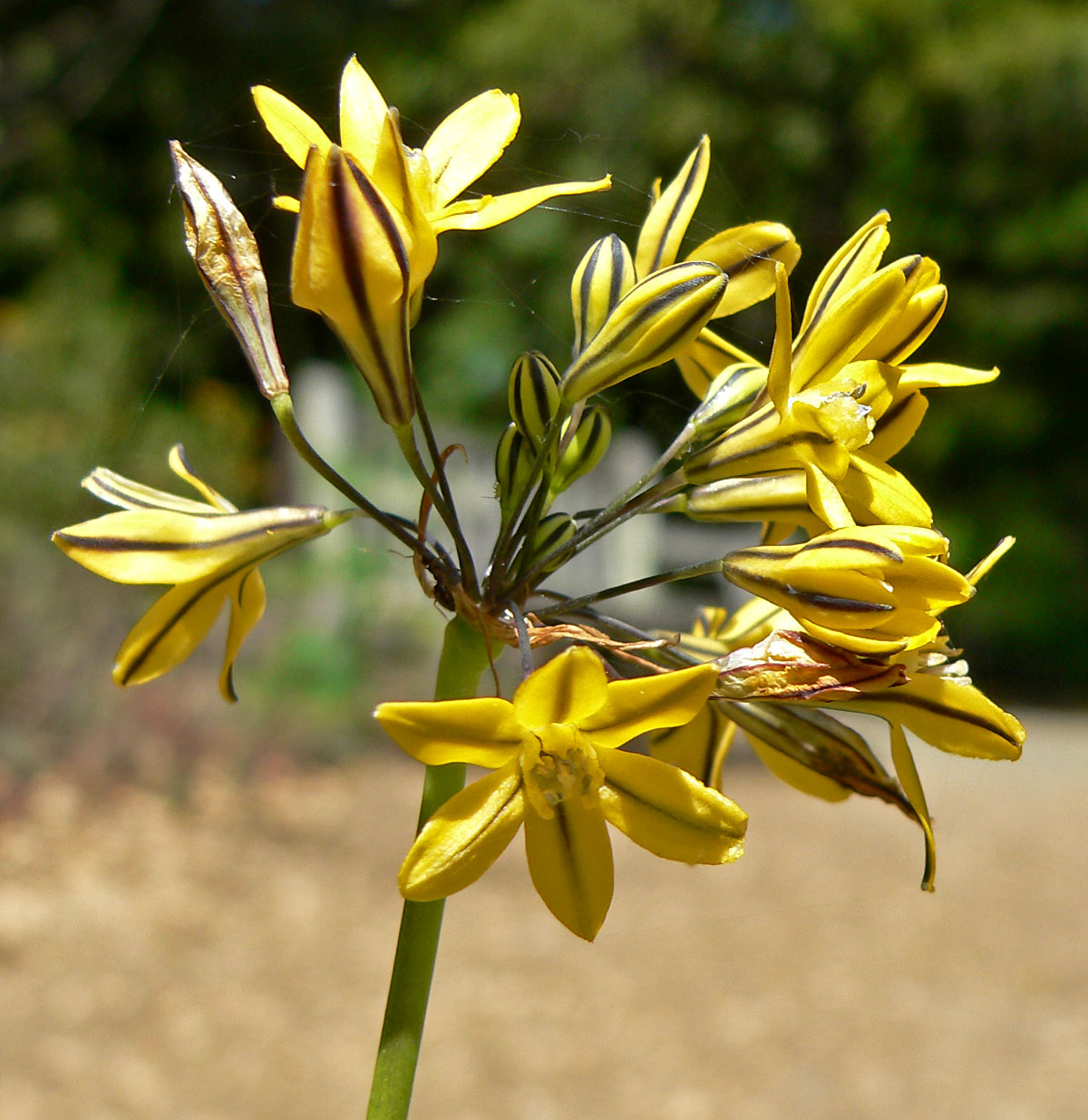
Triteleia lugens

PokrójWieloletnie rośliny zielne o wysokości do 60 cm.
PędPodziemna bulwocebula, pokryta włóknistą okrywą.
LiścieOd jednego do trzech liści odziomkowych, wąskolancetowatych lub równowąskich (T. ixioides), z wypustką grzbietową, kanalikowatych, owoszczonych, całobrzegich.
KwiatyZebrane w baldachowaty kwiatostan, który wyrasta na wzniesionym, sztywnym, okrągłym na przekroju głąbiku, o średnicy 1-5 mm. Kwiatostan wsparty jest zielonymi (fioletowawymi u T. lemmoniae), lancetowatymi, szorstkimi podsadkami. Szypułki wzniesione, często członkowate, zwykle dłuższe od okwiatu (krótsze u T. crocea). Okwiat sześciolistkowy. Listki zrośnięte u nasady w rurkę, różnej długości i kształtu, zwykle lejkowatą, powyżej wolne, podnoszące się lub rozpostarte. Sześć pręcików nadległych listkom okwiatu, o wydatnych nitkach, przylegających do rurki okwiatu w 1 lub 2 rzędach, powyżej wolnych, spłaszczonych, niekiedy rozszerzonych i trójkątnych, u niektórych gatunków z wierzchołkowymi wyrostkami tworzącymi koronę. Pylniki obrotne, zwykle odgięte od znamienia. Zalążnia zbudowana z trzech owocolistków, górna, zielona lub w kolorze okwiatu (żółta u T. peduncularis lub biała u T. clementina), osadzona na szypułce, trójkomorowa. Zalążki anatropowe, od dwóch do kilku w każdej komorze zalążni. Szyjka słupka o długości 2–4 mm, zakończona słabo trójklapowanym znamieniem.
OwoceJajowate, pękające torebki, zawierające czarne, jednostronnie prążkowane, półkuliste, kulistawe nasiona o skorupiastej łupinie.
Gatunki podobneKwiaty Triteleia są podobne do kwiatów Triteleiopsis palmeri, ale różnią się pewnymi szczegółami budowy (położeniem pylników, brakiem poprzecznych wyrostków w okwiecie, klapowanym znamieniem). Liście u Triteleia są kanalikowate i odziomkowe w przeciwieństwie do naprzemianległego ulistnienia Triteleiopsis palmeri. Głąbik u tych rośliny jest znacznie smuklejszy od tego u Triteleiopsis palmeri.

## Biologia
RozwójGeofity pędowobulwiaste. Kwitną na wiosnę i latem (od marca do sierpnia), w zależności od gatunku.
SiedliskoStepy bylicowe, łąki na glebie gliniastej, podmokłe łąki, rozlewiska, lasy sosnowe, wilgotne lasy strefy umiarkowanej, lasy podgórskie, suche zbocza, wzgórza wulkaniczne i płaskowyże, często na glebach serpentynowych.
GenetykaRośliny często poliploidalne. Liczba chromosomów 2n jest wielokrotnością x=7 lub x=8.

## Systematyka
Pozycja systematycznaRodzaj z podrodziny Brodiaeoideae z rodziny szparagowatych Asparagaceae.
Ujęcie historyczneW systemie Takhtajana z 1997 r. zaliczany do plemienia Brodieae w podrodzinie czosnkowych w rodzinie czosnkowatych (Alliaceeae). W systemie Kubitzkiego zaliczony do rodziny Themidaceae.
Wykaz gatunków
- Triteleia bridgesii (S.Watson) Greene
- Triteleia clementina Hoover
- Triteleia crocea (Alph.Wood) Greene
- Triteleia dudleyi Hoover
- Triteleia grandiflora Lindl. – triteleja wielkokwiatowa[10]
- Triteleia guadalupensis L.W.Lenz
- Triteleia hendersonii Greene
- Triteleia hyacinthina (Lindl.) Greene
- Triteleia ixioides (Dryand. ex W.T.Aiton) Greene
- Triteleia laxa Benth.
- Triteleia lemmoniae (S.Watson) Greene
- Triteleia lilacina Greene
- Triteleia lugens Greene
- Triteleia montana Hoover
- Triteleia peduncularis Lindl.
- Triteleia piutensis Kentner & K.E.Steiner

## Zastosowanie
Rośliny spożywczeBulwocebule tritelei wielkokwiatowej T. grandiflora są jadalne i były źródłem pożywienia dla Indian oraz pierwszych osadników z Europy. Podobnie spożywano pędy T. hyacinthina, T. ixioides i T. laxa.
Rośliny leczniczeW bulwocebulach Triteleia hyacinthina obecnych jest 13 saponin sterydowych, o działaniu hamującym fosfodiesterazę, mających potencjalne zastosowanie lecznicze.
Inne zastosowaniaNiektóre plemiona indiańskie przypisywały bulwocebulom tritelei wielkokwiatowej działanie magiczne i doczepiały je do torebek z lekarstwami, aby wzmocnić ich działanie.